# Asen Lekarski
Asen Georgiew Lekarski (bg. Асен Георгиев Лекарски, ur. 12 maja 1901, zm. 5 września 1952 w Warnie) – bułgarski szermierz, uczestnik Igrzysk Olimpijskich 1928 w Amsterdamie. 
Na igrzyskach uczestniczył w konkursie indywidualnym szablistów, w którym zajął 6. miejsce w pierwszej fazie grupowej i zakończył udział w turnieju.